# Hardy (Arkansas)
Hardy ist eine Stadt und ein Erholungsort in Arkansas, USA, die zum größten Teil im Sharp County und mit ihrem Nordteil im Fulton County liegt. Im Jahr 2010 hatte sie 772 Einwohner.

## Geographie und Verkehr
Hardy liegt im Norden von Arkansas im Vorland der Ozark Mountains am Spring River und an der Eisenbahnstrecke der ehemaligen St. Louis – San Francisco Railway (heute BNSF) zwischen Memphis und Springfield. Das Stadtgebiet wird vom U.S. Highway 62 auf gemeinsamer Route mit dem U.S. Highway 412 durchquert. Von Imboden bis Hardy verläuft auch der U.S. Highway 63 auf dieser Route, der aber im Westen der Stadt nach Norden abzweigt. Der Arkansas Highway 175 mündet von Norden kommend am Ostrand der Stadt auf den U.S. Highway ein und zweigt am Westrand nach Cherokee Village ab.

## Geschichte
Die Siedlung entstand 1883 mit dem Bau der Kansas City, Springfield, and Memphis Railroad. Sie wurde nach dem Eisenbahnbauunternehmer James A. Hardy aus Batesville benannt und von Walter Clayton auf einer Fläche von 600 Acres (243 ha) angelegt. Da der Name Hardy beizeiten von der Post als Zustelladresse für die Eisenbahnarbeiter in diesem Gebiet akzeptiert wurde, hatten Bestrebungen von Einwohnern, den Ort nach einem nahen Flüsschen in Forty Islands umzubenennen, keinen Erfolg. Ursprünglich sollte die Stadt Dienste für Reisende anbieten. Am 12. Juli 1894 erhielt der Ort die Gemeinderechte. Die große Entfernung nach Evening Shade, dem damaligen Sitz der County-Verwaltung, führte dazu, dass 1894 das Sharp County in zwei Distrikte geteilt und Hardy der Verwaltungssitz des nördlichen Distrikts wurde. Nach dem Bau eines Gerichtsgebäudes und der Etablierung von Verwaltungsstrukturen stieg die Einwohnerzahl bis 1900 auf 347 Personen.
Der Arzt George Gillespie Buford aus Memphis und seine Ehefrau waren 1908 wegen eines defekten Eisenbahnzugs in Hardy aufgehalten worden. Nach einem Ausflug auf Wahpeton Hill südlich der Stadt waren sie von der schönen Gegend so beeindruckt, dass sie im folgenden Jahr ein Grundstück für ein Sommerhaus erwarben. Nach weiterem Grunderwerb im Gebiet der Jordan und East Wahpeton Hills ließen sie dort 1912 zehn weitere Ferienhäuser bauen und nannten die entstehende Sommerfrische Wahpeton Inn. 1932 eröffnete L. L. Ward aus Blytheville eine zweite Sommerfrische, die er Rio Vista nannte. Sommerlager für die Jugend entstanden ebenfalls: 1916 wurden Miramichee von der YWCA und Kia Kima von den Boy Scouts of America gebaut, die Girl Scouts of the USA bauten 1920 Camp Kiwani. Der Tourismus führte zu einem wirtschaftlichen Aufschwung der Stadt. Um 1930 hatte die Stadt 508 Einwohner, aber von Juli bis September etwa 1000 Besucher pro Tag. Diese waren zwar willkommen, bedeuteten aber erheblichen Aufwand für die Bewohner. Neben dem Eisenbahnanschluss bestanden auch Busverbindungen von und nach Hardy.
Mit zunehmendem Autoverkehr und dem Ausbau des staatlichen Straßennetzes verschob sich der Schwerpunkt des Tourismus von Langzeit- auf Wochenendbesuche. Die Ferienhäuser der Sommerfrische Wahpeton wurden einzeln verkauft, und 1955 wurden Häuser für Senioren errichtet. Hardy wurde zu einem wichtigen Ort für Seniorenwohnsitze. Auch die Gründung von Cherokee Village führte zu einer Zunahme des Fremdenverkehrs in die Ozarks. Mit den verbesserten Straßenverhältnissen wurde die doppelte Verwaltungsstruktur im County überflüssig, und 1963 wurde Ash Flat der Sitz des Sharp County. Der Bahnhof von Hardy wurde 1970 geschlossen, worauf mehrere Geschäfte aus der Hauptstraße wegzogen. Eine Überschwemmung im Jahr 1982 beschleunigte diesen Prozess. Statt der alteingesessenen Geschäfte haben sich Antiquitäten- und Kunstgewerbeläden etabliert.

### Entwicklung der Einwohnerzahl
| Jahr          | 1900 | 1910 | 1920 | 1930 | 1940 | 1950 | 1960 | 1970 | 1980 | 1990 | 2000 | 2010 | 2015  |
| Einwohnerzahl | 347  | 329  | 399  | 508  | 721  | 599  | 555  | 692  | 643  | 538  | 578  | 772  | 759   |
| Quelle        |      |      |      |      |      |      |      |      |      |      |      |      | [ 3 ] |

## Kultur
1968 wurde in Hardy das Arkansaw Traveller Folk Theater gegründet, das die Bewahrung der Kultur der Ozarks zum Ziel hat.
Die Fernsehserie Clash of the Ozarks des Discovery Channel spielt in Hardy.
Mehrere Gebäude in Hardy, darunter einige Wohn- und ursprüngliche Ferienhäuser sowie das Ortszentrum und der Bereich um den Friedhof, sind als Kulturdenkmale in das National Register of Historic Places aufgenommen worden.

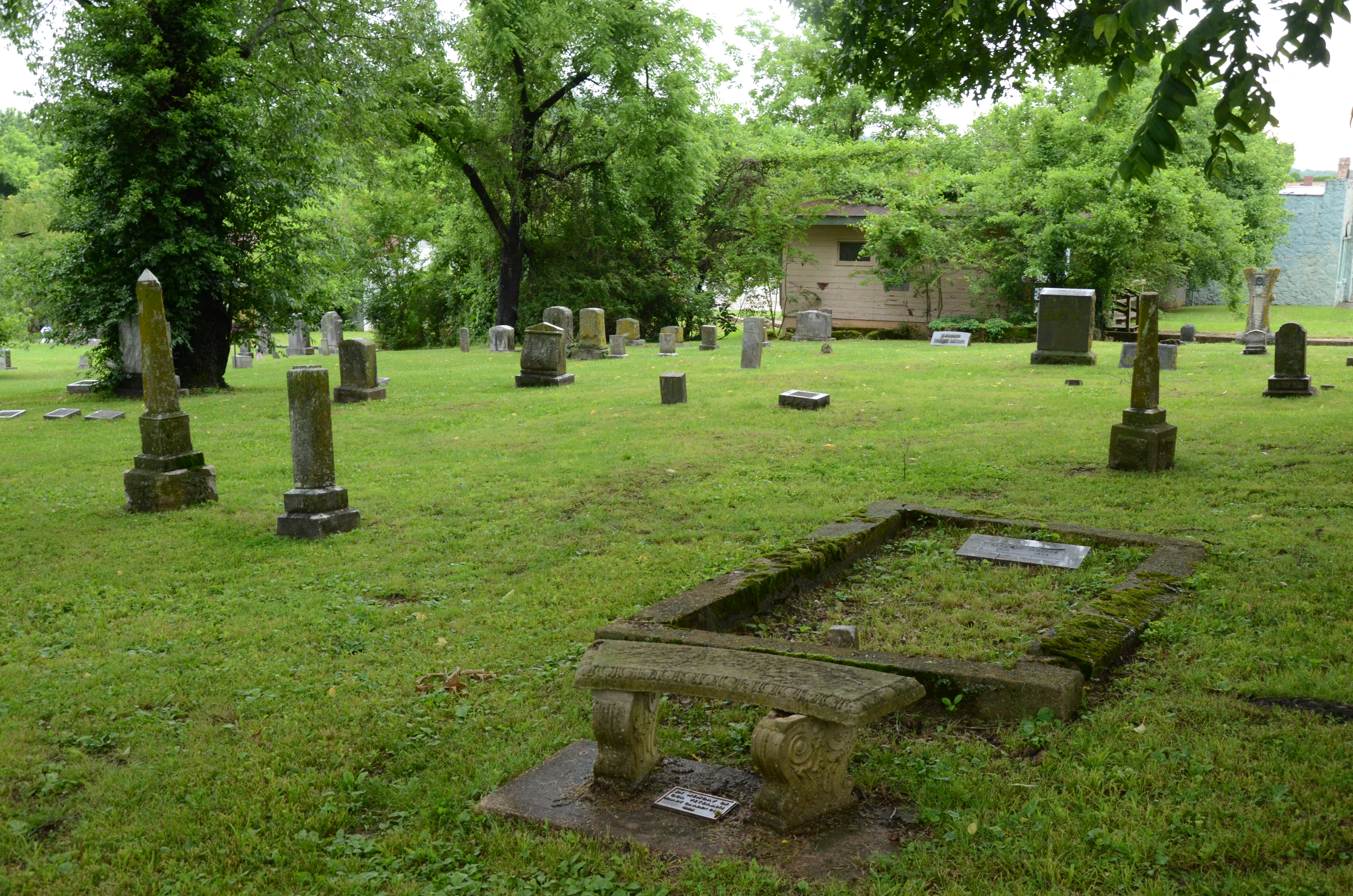
Historischer Friedhof
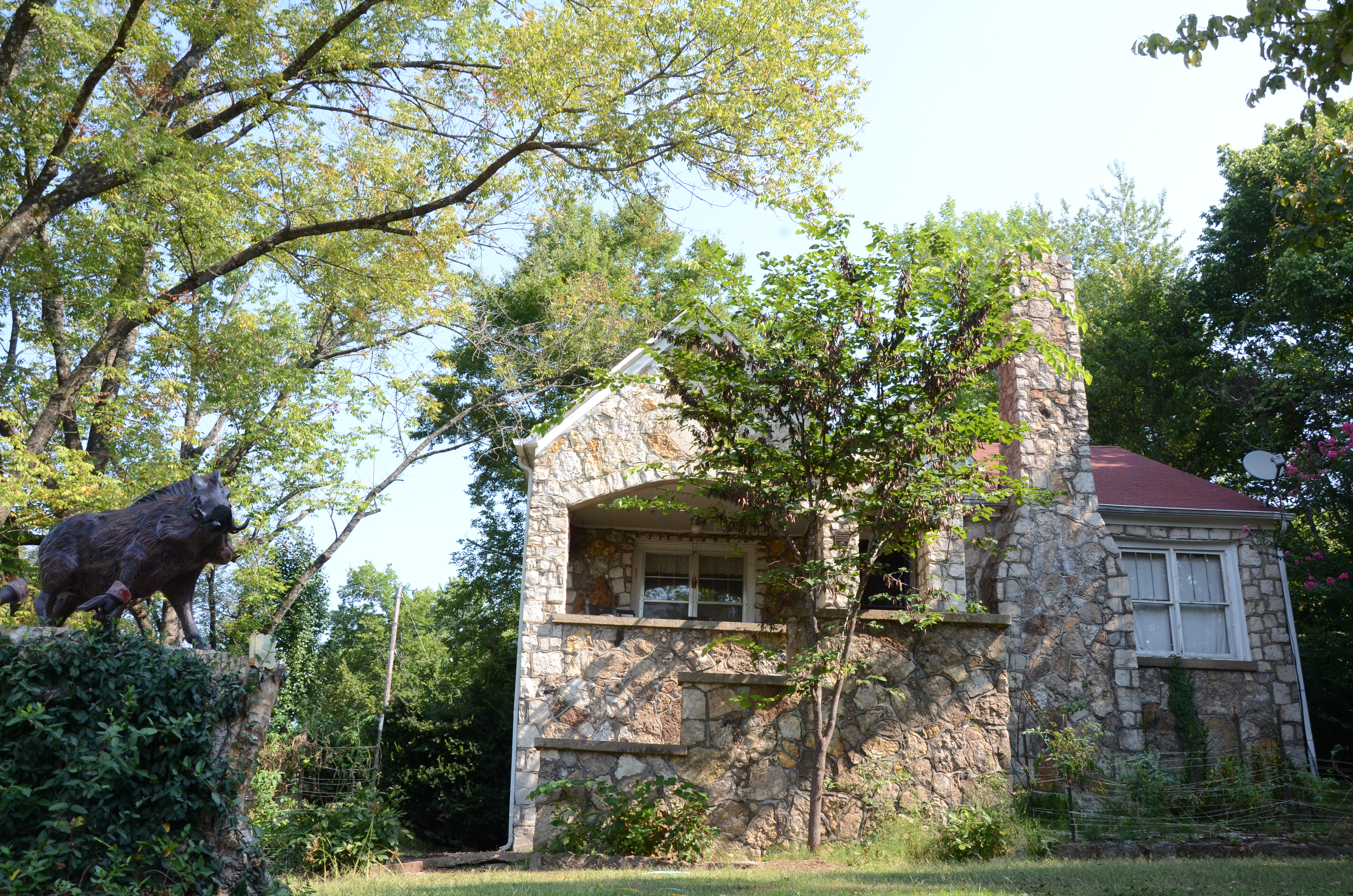
Sherman Bates House
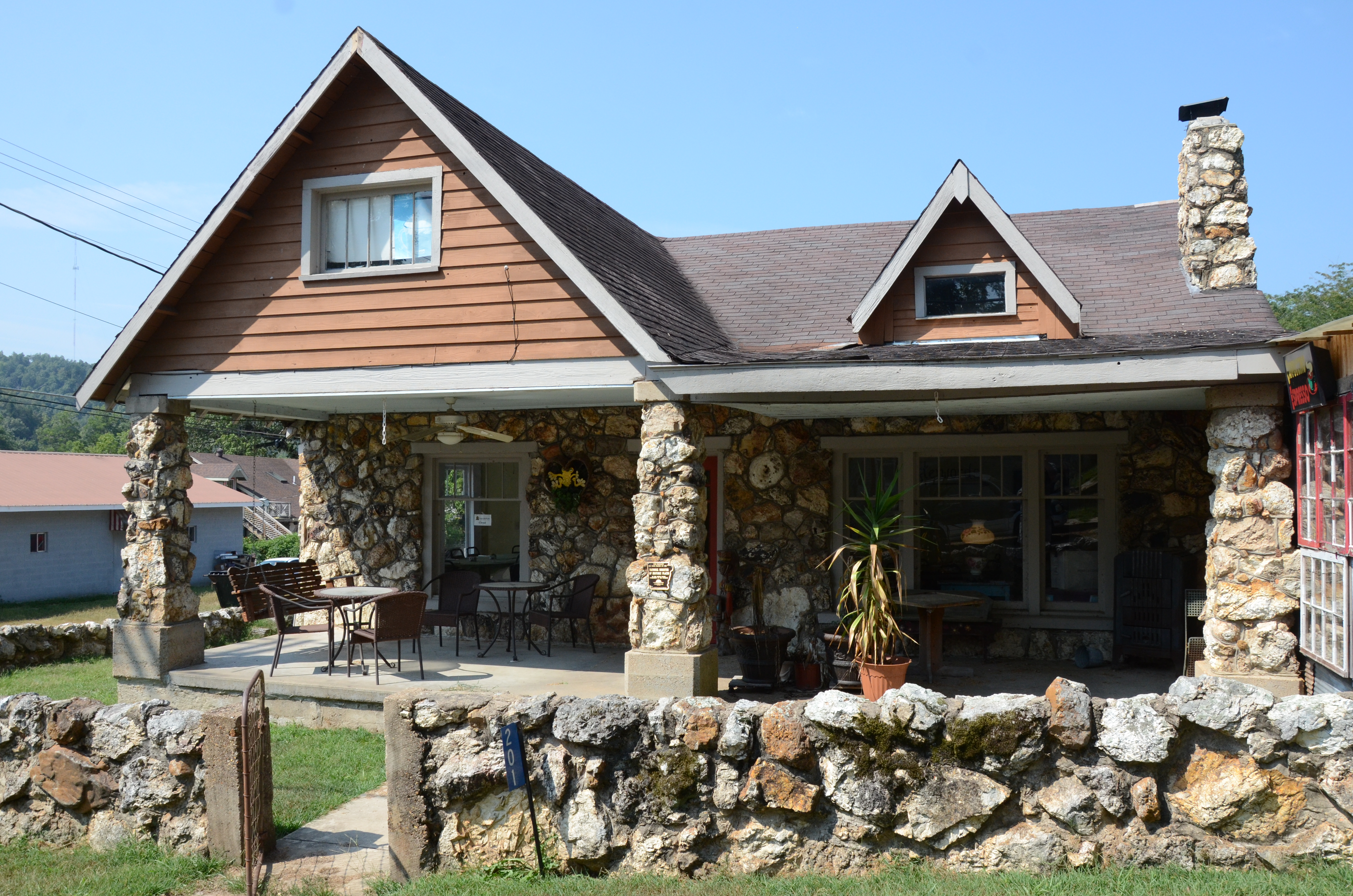
Thomas Walker House
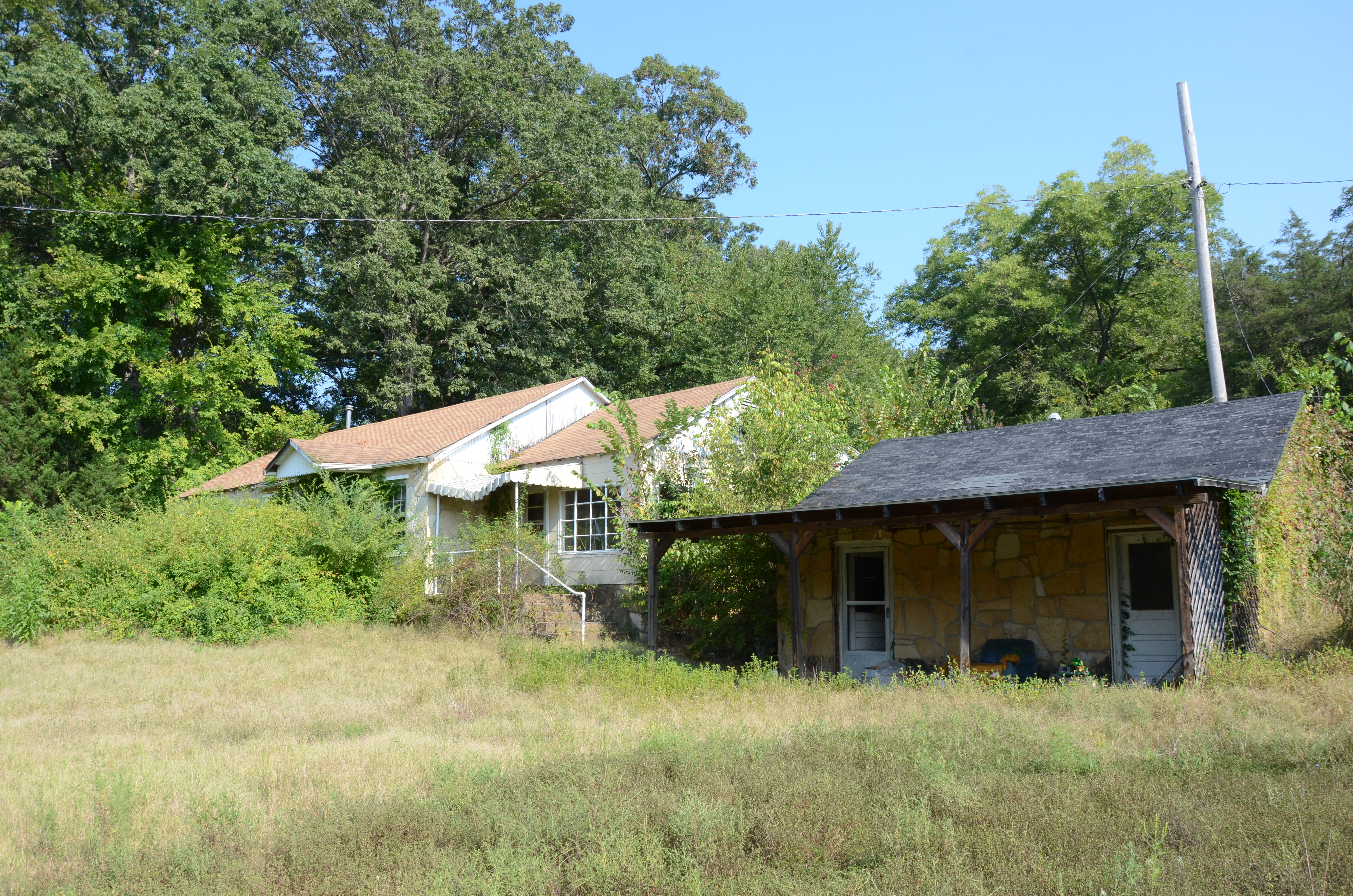
Web Long House und ehemaliges Motel

## Nachweise
1. 1 2  Census of Population and Housing. Census.gov, ehemals im Original (nicht mehr online verfügbar); abgerufen am 4. Juni 2015. (Seite nicht mehr abrufbar. Suche in Webarchiven)  Info: Der Link wurde automatisch als defekt markiert. Bitte prüfe den Link gemäß Anleitung und entferne dann diesen Hinweis.
2. 1 2 3 4  G. Wayne Dowdy: Hardy (Sharp County). The Encyclopedia of Arkansas History and Culture, 29. November 2016.
3. ↑  Annual Estimates of the Resident Population for Incorporated Places: April 1, 2010 to July 1, 2015. Abgerufen am 2. Juli 2016.
4. ↑  Clash of the Ozarks. Discovery Channel & Discovery.com
5. ↑  National Register of Historic Places. Arkansas - Sharp County. American Dreams Inc.